# Henri Bruning

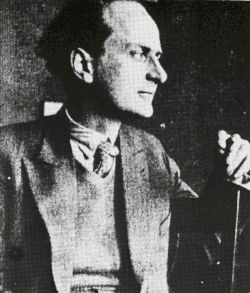
Henri Bruning

Henricus Josephus Bruning (Amsterdam, 10 juli 1900 – Nijmegen, 17 december 1983) was een Nederlands dichter, essayist en nationaalsocialistisch censor.

## Veelbelovende eerste stappen
De katholieke schrijver Henri Bruning debuteerde in 1924 met de dichtbundel De Sirkel. In 1925 bezocht hij Parijs, samen met de katholieke dichter en journalist Hans Klomp. Vanaf 1934 was hij actief in de katholiek-solidaristische beweging Verdinaso (Verbond van Dietsche Nationaal-Solidaristen). Deze organisatie was in 1931 in Vlaanderen door Joris van Severen opgericht. Dit Verdinaso was in Nederland vooral een katholieke beweging, waarvan een aantal leden uiteindelijk in de herfst van 1940 overging naar de NSB.
In de jaren dertig publiceerde hij dichtbundels als Het verbond (1931) en Fuga (1937). Regelmatig schreef hij in De Christofore en hij stond vóór de Tweede Wereldoorlog bekend als de schrijver van Subjectieve normen (1936) en Verworpen christendom (1938). Deze groots opgezette en geïnspireerde opstellen over actuele religieuze en culturele problemen maakten van Bruning een der meest bezielde en toonaangevende schrijvers onder de jongere katholieke auteurs.

## De Tweede Wereldoorlog

### Eindredacteur vanDe Schouw
In de herfst van 1940 werd hij lid van de NSB, samen met vele andere Verdinasoleden. Van januari tot juni 1942 was hij eindredacteur van De Schouw, het orgaan van de Nederlandsche Kultuurkamer. Hij polemiseerde in die periode onder meer met Chris de Graaff en George Kettmann over Simon Vestdijk, die hij min of meer verdedigde. Toch werd Bruning in zijn polemische ijver afgeremd. Een zekere kritiek op zijn functioneren als eindredacteur van De Schouw was ook terug te vinden in de notulen van de Departementsraad van het nationaalsocialistische Departement van Volksvoorlichting en Kunsten van 15 mei 1942. Toen Tobie Goedewaagen tijdens de vergadering om een oordeel vroeg over het tijdschrift van de Kultuurkamer, kwam de raad tot de conclusie 'dat polemieken in De Schouw niet gewenscht zijn.'
Alleen Bruning voerde polemieken in het tijdschrift. Zo werd Henri Bruning in de korte periode van zijn eindredacteurschap aangevallen, door Chris de Graaff in het Algemeen Handelsblad, door George Kettmann in De Waag en door Nico de Haas in De Waag en in Storm (het tijdschrift van de Nederlandsche SS). Deze nationaalsocialisten vonden Bruning niet radicaal genoeg. Daarnaast had in maart 1942 het Reichskommissariat Niederlande van zich laten horen, werd een kritische bijdrage van Bruning niet in De Schouw opgenomen en hadden bepaalde instanties bezwaren tegen polemieken.
Tot slot werden in mei 1942 Brunings polemieken in De Schouw door de Departementsraad afgekeurd. In een vergadering van de Departementsraad op 22 mei 1942 werd meegedeeld dat Bruning zijn functie zou neerleggen. Waarom heeft Bruning, die met zijn artikelen zoveel weerstand opriep, meegewerkt aan een tijdschrift als De Schouw? Uit het bovenstaande zou de indruk kunnen ontstaan dat hij weinig gemeen had met wat er zoal in nationaalsocialistische kring werd geschreven. In zijn bijdragen liet Bruning immers over individualisme, epigonisme en kunst voor ingewijden een ander standpunt horen.
Ook zijn benadering van Simon Vestdijk was genuanceerder. Toch waren er tussen Brunings denkbeelden en de cultuuropvattingen van de nieuwe orde genoeg overeenkomsten. Bruning werd, toen hij eindredacteur van De Schouw was, door sommigen aangevallen, terwijl anderen hem verdedigden. Zo kon hij in februari 1942 rekenen op de steun van H.M. Klomp, alias Mien Proost, bestuurder van het letterengilde en medewerker van het Lectoraat. Hij was van mening dat Bruning een geschikte kandidaat zou zijn voor de functie van leider van de Vakgroep schrijvers van het letterengilde.

### Productiviteit tijdens de oorlog
Bruning kwam voor op een lijst van lectoren voor het nationaalsocialistische Departement van Volksvoorlichting en Kunsten. Op basis van de leesverslagen van een lector werd bepaald of een boek voor uitgave in aanmerking kon komen – een lector fungeerde dus als censor.
Gedurende de oorlogsjaren kende hij een zeer grote productiviteit, getuige het aantal in die tijd verschenen publicaties van zijn hand: Voorspel (1943), Heilig Verbond (1943), Ezechiël en andere misdadigers (1944) en Nieuwe Verten (1944). De werken Vluchtige Vertoogen (1943), Elias van Cortona (1943) en Twee spelen (1943), die alle drie gedrukt waren in België, werden, volgens Bruning door toedoen van de bezetter bij de grens tot de bevrijding vastgehouden. Zijn boek Nieuw Politiek Bewustzijn (1942), dat reeds in drukproef gereed was, mocht eveneens op bevel van de bezetter niet gepubliceerd worden.
In 1944 stelde hij de bloemlezing Gelaat der dichters samen, waarin zes gedichten van hem zelf voorkwamen, terwijl daarnaast onder meer een lofdicht op het nationaalsocialistische Vrijwilligerslegioen Nederland en een antisemitisch gedicht van Chris de Graaff waren opgenomen. In september 1944 werd Bruning begunstigend lid van de Germaansche SS in Nederland.

### Ideologie
Hoe hebben andere schrijvers over Brunings keuze voor het fascisme geoordeeld? In 1936 omschreef Menno ter Braak Henri Bruning als een extreem romanticus, voor wie het fascisme een voortzetting was van de katholieke romantiek. Ter Braak voegde eraan toe: 'Bruning is trouwens ook allerminst N.S.B.-er, maar Dinasoman.' Ter Braak doelde met deze opmerking op het feit dat Bruning in die tijd actief was in de Nederlandse afdeling van het Verdinaso. Gerard Knuvelder schrijft in dit verband over Henri Bruning: 'Bruning was aanvankelijk lid van het Verdinaso; met andere vooraanstaande figuren uit deze beweging trad hij naderhand, ondanks zijn vroegere heftige bestrijding hiervan, toe tot de N.S.B., mede in de hoop deze N.S.B. te kunnen fatsoeneren en cultiveren.'
Ook L. de Jong schetst Henri Bruning als iemand die zich vooral ergerde aan het aculturele N.S.B.-milieu. Na de oorlog schreef Henri Bruning een artikel in Maatstaf, waarin hij over de positie van de Verdinasoleden binnen de NSB opmerkte:
De functie van zulk een minderheid is lange tijd geen andere dan een ferment te zijn, zuurdesem, een polemisch contra, verdedigster ener idee, door het zuiver houden der waarden. En dat zijn ook de Dinaso's tijdens de oorlog, zij die waren overgegaan tot de N.S.B. en met de Duitsers samenwerkten, als hun taak blijven beschouwen. En ik geloof niet dat zij zichzelf ontrouw zijn geworden. Door de N.S.B. werden zij misprezen omdat zij haar massatumult als voos en toekomstloos bleven afwijzen; en door de Duitsers werden zij gewantrouwd, ten eerste omdat de meesten hunner katholiek waren, en ten tweede omdat zij Dietser waren.
Bruning heeft met deze passage ten dele zijn eigen positie gekenschetst: hij heeft een polemisch contra willen laten horen. Het was echter een abstract en apolitiek tegengeluid, dat zich beperkte tot afwijkende meningen over onderwerpen als individualisme en grote kunst. W.L.M.E. van Leeuwen meende dat Bruning in een moment van bewustzijnsvernauwing voor het fascisme koos. Bewúst heeft Bruning echter lang de consequenties van die keuze willen dragen. Tot ver in de oorlog heeft hij het idee gehad dat er van de nieuwe orde veel te verwachten viel. In oktober 1943 hield Bruning op een door het letterengilde van de Kultuurkamer georganiseerde bijeenkomst van letterkundigen een lezing, die later onder de titel Nieuw levensbewustzijn in druk verscheen.
Aan het slot van deze brochure schreef Bruning:
Betreden wij den ochtendstond van dit tijdperk niet met te kleine verwachtingen en te kleine oogmerken, doch zijn wij, wat wij op dit moment moeten zijn: de groot-levende wegbereiders van dat Germaansch klassicisme waarin de felle spanningen des levens tot een nieuwe diepe en diepzinnige orde verstilden.
Bruning bezong in 1943 de levenswil van jonge Germanen. In de bloemlezing Gelaat der dichters (1944) nam hij een gedicht op met antisemitische strekking. Nog in september 1944 werd hij begunstigend lid van de Germaansche SS in Nederland.

## Na de oorlog
Na de oorlog werd hij tot twee jaar en drie maanden internering veroordeeld en kreeg hij een schrijfverbod van tien jaar opgelegd. In 1954 nam het literaire maandblad Maatstaf een gedicht van Bruning op en gaf uitgever Bert Bakker zijn Gezelle, de andere uit. Deze uitgave wekte bij veel letterkundigen en boekhandelaren weerstand en het werd duidelijk dat hij zijn letterkundige positie van vóór 1940 niet terug zou krijgen. Bruning werd tot het eind van zijn leven gemeden door gevestigde literaire kringen. Dat verhinderde hem niet om in eigen beheer nog menige dichtbundel te publiceren.
In eigen beheer gaf hij in 1961, als de ultieme uitkomst van zijn religieuze denken (in het verlengde van Subjectieve Normen en Verworpen Christendom) ook Vormkracht en onmacht der religie / missionair christendom uit. In Lotus in de Lage Landen, een receptiegeschiedenis van het boeddhisme in Nederland, identificeerden Marcel Poorthuis en Theo Salemink Henri Bruning met Ernest Michel als twee "controversiële katholieke denkers" die met het fascisme gesympathiseerd hadden en na de oorlog opvielen door hun sympathie voor het boeddhisme, zonder dat dat overigens inhoudelijk iets met elkaar uitstaande zou hebben. Bruning pleitte in zijn boek voor een "oecumene van wereldreligies" en wees aan het kolonialisme verbonden bekeringsactiviteiten, maar ook antikoloniale vormen van inculturatie van het katholicisme af. Zie hiervoor het lemma van Josef Ignaz Julius Maria Schmutzer. Poorthuis en Salemink wezen hier op een ironie: "... dat juist deze van huis uit extreme katholieken, die in de jaren dertig een 'doorbraak' naar rechts hadden geforceerd om de hegemonie van de RKSP af te schudden, ook degenen waren die de blik buiten de eigen geloofstraditie richtten."
In 2005 stelde Henk van Gelre in zijn boek Mijn herwaardering van waarden zich aan de zijde van Bruning. Ewoud Kieft belichtte in Het Plagiaat onder andere uitvoerig de rol van Bruning in het Interbellum, in het bijzonder in de polemiek met Menno ter Braak en Anton van Duinkerken.

## De religieuze evolutie van Bruning
Brunings religieuze ontwikkeling was een worsteling waar hij met heel zijn persoon bij betrokken was. Deze ontwikkeling was voor hem veel essentiëler dan die op politiek gebied. Die worsteling met zijn geloof en zijn geweten heeft haar weerslag gevonden in Brunings vroegste geschriften Revisie en Richting (1933), om vervolgens via de tussen liggende werken – Subjectieve Normen (1936), Verworpen Christendom (1938), Elias van Cortona (1940), Guido Gezelle, de andere (1954) en Voorlopige Motieven (1954) – haar voltooiing te vinden in zijn laatste grote essay Vormkracht en Onmacht der Religie (1961).

### Een nieuwe spiritualiteit
In dit laatst genoemde werk kon men opnieuw de schrijver herkennen die in de jaren dertig, zoekend naar een authentieke geloofsbeleving, vooropstelde, dat het katholicisme, van defensief offensief geworden, opnieuw creatief moest worden. En het moest dit worden, bedreigd als het werd, van binnenuit, in zijn eigen offensief, door het voze optimisme van die hérésie des oeuvres (ketterij der werken), die uiterlijke werken en hun oppervlakkige succesjes, waarmee een verstard en uitgehold geloofsleven zichzelf slechts kan continueren. Ten overstaan van dit luidruchtige offensieve vertoon, dat een weigering was zich van de werkelijke problemen van het leven en van de religie rekenschap te geven en waarvan het resultaat slechts een verder woekerende verwording en ontwaarding van het geloofsleven zou zijn, werden Brunings geschriften de verdediging van een innerlijke vernieuwing, een nieuwe spiritualiteit, een terugkeer van de gelovige mens naar dat inwendige leven met Christus en leven-met-het-evangelie dat oorsprong, grondslag en vormkracht van alle geloofshandelen is.

### De verborgen onzichtbare kerk
Deze stellingname, geïnspireerd als zij was door het leven en de geschriften van actieve mystici als Franciscus, Johannes van ’t Kruis, Theresia van Avila, Theresia van Lisieux, zou Bruning ook in de latere religieuze geschriften van die jaren niet meer ontrouw worden. De thema’s die hij erin zou uitwerken of naar voren brengen, vonden in die stellingname hun oorsprong en verklaring. De verdediging van een waarachtige, persoonlijke geloofsbeleving, als enige grondslag voor een creatief geloofshandelen, voerde hem de realiteit binnen – de grote geloofsrealiteit – van de verborgen onzichtbare Kerk, de enige die, waar zij handelend wordt, of woord wordt, Christus’ genade aan en in de mens – en te midden der mensen – zou “zichtbaar” maken, – waar zoveel andere “zichtbaarheid” deze vaak slechts dieper verduisterd had.

### De werkelijkheid van de mens
Ook in Vormkracht en onmacht der religie liet Bruning deze en andere gewonnen inzichten niet los; zij bleven, met niet minder nadrukkelijkheid aanwezig. Maar waar hij vroeger het christendom doordacht en belichtte, als bovennatuurlijk leven, vanuit het evangelie en de onbevreesde interpretaties van zijn schoonste navolgers, daar doordacht hij hier het evangelie vanuit de werkelijkheid van de mens, de menselijke situatie, de oorspronkelijke spanningen en fundamentele vragen van het natuurlijk geweten, – dat naar zijn wezen een religieus geweten is.
De vraag die zich, voor hem, met het evangelie onontkoombaar opdrong, was die naar de betekenis van het evangelie voor de “zwakke en zondige mens”, naar de betekenis van al die onmogelijke, extreme imperatieven welke, reeds tijdens Christus' leven, zovelen die tot Hem kwamen weer teleurgesteld deden heengaan en hen zo bittere verwijten deden uitspreken tegen Hem die toch gekomen was om met zijn woord het leven der mensen te zijn. Ook het christelijk geloofsleven werd een leven naast het evangelie, ver daarvandaan, vanuit andere imperatieven dan die van het evangelie, dat, als Gods vraag aan de mens, toch het enig nodige verwoordt en het wezen van het geloofshandelen uitspreekt. Het was alsof het “letterlijk” verstaan, dat de Schriftverklaring als haar stelregel verdedigt, slechts geldt met betrekking tot de woorden van het Laatste Avondmaal en onmiddellijk daarbuiten, met betrekking tot de eisen van het evangelie, ophoudt geldingskracht te bezitten.

### De opdracht van het christendom
In het eerste, uitvoerige hoofdstuk waarmee Brunings laatste boek “bij wijze van inleiding” opende en dat tot titel draagt “Het tweede gebod”, beproefde de schrijver de verbinding te herstellen tussen de “zwakke mens” en het evangelie, en dit zonder de menselijke zwakheid te miskennen of de evangelische imperatieven hun onverminderbare geldigheid te ontnemen. Integendeel, hij gaf zich volledig rekenschap van de extreme eis die met Christus’ tweede gebod aan de orde werd gesteld. Tevens was hij in voortdurend verweer tegen de krampachtigheid en haar onwaarachtigheden die zo vaak het "hatelijk" gevolg waren waar men met het evangelie ernst maakte. De conclusies welke Bruning aan het tweede gebod, dat Christus ons zo mannelijk, moedig en strijdbaar heeft voorgeleefd, verbond, reikten zeer ver; zij doen in de hartstochtelijke ernst waarmede hij zijn Umwertung van het christelijk geloofshandelen volbracht, vermoeden dat hij met dit eerste hoofdstuk minstens een miskende kern van christelijke religiositeit heeft opengelegd. Het was vanuit de realiteit van de zwakke mens, dat de schrijver een nieuw perspectief opende op het religieuze handelen en op de opdracht van het christendom in de wereld en in de tijd.

### De waarde van het niet-christelijk religieus geweten
Na deze poging van het eerste hoofdstuk het wezen van het christendom te belichten, stelde Bruning het probleem aan de orde van het apostolische christendom, het missionaire. Daar kwam Bruning opnieuw naar voren als de schrijver, die reeds van meet af aan de fundamentele waarde van het niet-christelijke denken erkende, – een waarde welke hij hier demonstreerde aan het boeddhisme, deze grote schepping van ‘het niet-christelijke religieuze geweten’. Het openbaarde voor hem essentiëler dingen nog dan de schoonheid en diepte van zijn waarheidsleven en het werd duidelijk dat Brunings bewondering voor deze religie niets uitstaande had met wat in sommige kringen toen gaarne werd afgedaan als meedoen aan een modeverschijnsel.

### De Kerk onderweg
Was dit laatste boek een poging het probleem der religiositeit te verhelderen in gesprek met de religieuze vragen van zijn tijd, in de samenvatting van het laatste hoofdstuk gaf de schrijver een diep doordachte visie op “de Kerk onderweg” te midden van de andere godsdiensten, een visie welke zich, volgens de schrijver, voltooit in Augustinus’ prachtige woord over de gelovige en diens “onderweg”.